# 2008年夏季奥林匹克运动会相关问题
2008年夏季奧林匹克運動會相關問題是指在2008年夏季奧林匹克運動會舉行前后引發的多方面的問題，以及當地政府解決之方法。

## 工程建设
规划中的各奥运场馆设计方案都耗资巨大，引起社会公众和许多专家学者的广泛讨论与很大争议，30多位中国科学院和中国工程院院士曾在2004年7月联名上书，在经费、设计和安全等方面对许多工程的方案提出疑问。2004年7月底，北京市政府提出了“节俭办奥运”的思想，对众多原设计方案进行修改，其中最受注目的奥运主场馆国家体育场（因其外观设计像一个鸟巢，又被俗称为“鸟巢工程”）的施工被暂时停止，在修改了原定方案之后才重新开工。新的方案取消了具争议性的可开启顶盖，优化建筑钢结构以节约钢材用量，预定建设成本也由原先的38.9亿人民币减少到22.7亿人民币。其他多个奥运场馆也修改了原定设计方案以节省支出。

## 環境
2008年7月28日，國際環保組織綠色和平發表了北京奧運會的環境評估報告《超越北京，超越2008》，指出了北京為迎接奧運而進行了多項環保工作，包括工業技術升級、擴大公交系統、取暖由煤改電、採納最嚴格汽車廢氣排放標準、大量利用太陽能與風能等可再生能源，成績有目共睹。
不過，一些輿論指出北京的氣候不利於運動員比賽。雖然北京已經在2001年啟動資金用以降低污染，而且數據表明雖然已經大幅度的降低了排放量，但污染仍有可能從附近的省市漂浮而來。當前，空氣污染大概在世界卫生组织所要求的安全指標的兩到三倍。
此外，綠色和平的環境評估報告 也認為，由於奧組委沒有對環境狀況提出強制指標，北京錯失了一些加快改善環境的機會，例如：限制汽車上路行驶並非解決城市交通和空氣污染問題的治本方法，又例如工廠搬遷和陳舊設備升級等措施，與推行全面清潔生產距離甚遠。綠色和平也認為，北京奧運的環保措施必須超越北京、超越2008，長遠落實到北京以外的中國城市。英國奧委會的馬哥卡亞說：「（鑒於這種污染和高溫高濕）我們不太可能在耐力項目上看到出眾表現。」為着這個問題，北京要求一家鋼鐵廠（首鋼）遷址。另外，中國政府則保證「不僅是北京，其他周邊省市也需要藍天。」。中国首鋼為配合奧運進行，自2007年底，逐步減產450萬噸鋼材，以減少空气中的粒子。至2008年，北京每月空氣指數達標日子已由2001年的15.4天增至26.3日。
由於氣象衛星在2007年4月時發現出在北京奧運的開幕式及閉幕式時會有五成的機會是在下雨天進行。故此，北京氣象局主張利用驅雨法以在一段時間以內改變上空的氣候。另一個重點問題是飲用水問題，根據中國水利部所說，北京當地的飲用水是潔淨的，只是由於飲用水在排出過程中受到污染，但已經經過處理；同時北京基於長達15年的缺水，以致欠缺新鮮清潔的飲用水。但無論如何，北京奧運期間，運動員與教練等人也能在奥运村等地享用到清潔的飲用水。
2008年3月10日，埃塞俄比亞長跑好手、世界男子馬拉松紀錄保持者海勒·格布雷西拉西耶宣布，由於北京市空氣污染問題嚴重，故不參加今屆北京奧運的馬拉松賽事，避免其哮喘病發，但他仍會參加10,000米賽事。 另据称1984年洛杉矶奥运会及1988年漢城奧運會亦有類似爭議，但未影响到比赛成绩的具體事件。

## 假唱、代唱
在開幕式中，林妙可站在在升旗台上，「演唱」《歌唱祖國》。然而，據導演陈其鋼事後表示由於一名中央政治局领導嫌林妙可的聲音不够理想，林妙可只是對嘴唱歌（假唱），聲音屬於另一位女孩楊沛宜。，此事件被如CNN等傳媒報導。這並非首屆假唱、代唱的奧運。在2000年悉尼奧運開幕式，重要環節都是幕後播放錄音。其中悉尼交響樂團的「演奏」其實是墨爾本交響樂團在3個月前錄製的。當局更與相關人士簽署保密協議，不得透露實情，此事在8年後（2008年8月24日）才由澳洲報章《The Age》揭發。

## 媒体轉播
7月30日晚，韩国SBS电视台播放了一段开幕式彩排影片，长度约2分钟，随即透過網路流传，引起轩然大波。31日，SBS的工作人员宣称，该段影片是于25日进入开幕式彩排现场拍摄的，但拒绝承认为偷拍。这一严重的泄密事件不但引起中国网民的不满，国际奥委会更是提出要予以制裁。随后，国际奥委会决定，给予拥有奥运转播权的SBS禁带攝影機进入开幕式现场的处罚，但依然能获得开幕式转播公共信号，并且也被允许在开幕式现场安排转播席，同时北京奥林匹克转播有限公司（BOB）也对其取消了禁止采访彩排及开幕式的制裁。
一些運動員，尤其是游泳運動員，不滿國際奧委會根據美国全国广播公司（NBC）的要求，將比賽時間作出調整的決定。當中如游泳、田徑、籃球和體操等有現場直播的項目，都安排在美國的黃金時間以增加收視率及廣告收益。
因此，不少賽事也被迫在北京時間上午舉行。雖然國際奧委會已接受了游泳和體操運動員的請求，但卻拒絕了田徑和籃球不在上午進行的要求。然而，歷屆奧委中曾有類似的例子：如在1988年的漢城奧運，部份游泳與體操小項、以及田徑小項的決賽都在上午舉行。另外，1996年亞特蘭大奧運中，田徑的小項決賽是在下午舉行，以便使大部分歐洲人能在黃金時間觀看田徑賽事。

## 三鹿毒奶粉
2008年中国奶制品污染事件，8月2日三鹿集團董事局決定召回毒奶粉，但列席的中共石家庄市党组成员兼副市长赵新朝、市政府秘书长赵文锋否決召回，官员建议「拿钱堵嘴」並指示要「等过了奥运会，再请河北省公安厅打击」。結果毒奶粉事件被拖延揭發。

## 假冒北京奧組委名義的詐騙行為
2007年4月初，北京奧組委即發現有一網站自稱為北京奧運「官方票務網站」，該站聲稱將自2007年4月1日起正式發售北京奧運門票。2007年8月14日，北京奧組委在其官方網站發表聲明指稱，近期發現四個網站涉嫌假冒北京奧運官網並有「假抽獎，真詐騙」的行為，域名分別為「2008qq***.h1.8210.cn」、「www.bel**jing2008.com」、「www.***q208.org」、「www.***beljing2008.net」，皆已被查封。「2008qq.h1***.8210.cn」直接複製北京奧運官網（www.beijing2008.cn），差別在於該站在公告欄添加了「2008奧運會幸運抽獎活動開始」欄目。另外，有詐騙集團設立「北京全民迎奧運活動組委會」、「海外百萬僑胞迎奧運籌委會」等組織，在中國境外舉辦活動、接受捐贈；還有詐騙集團設立「北京全民迎奧運活動組委會北戴河辦事處」徵集書畫作品，並要求投稿者繳交人民币數千元作為「出書費」。為此，北京奧組委聲明，北京奧組委從來不會通過第三方在國內外舉辦社會活動（尤其與北京奧運無關的活動），更不會通過第三方為北京奧運籌集資金，也堅決反對冒用北京奧運名義從事此類行為。

## 政治爭議

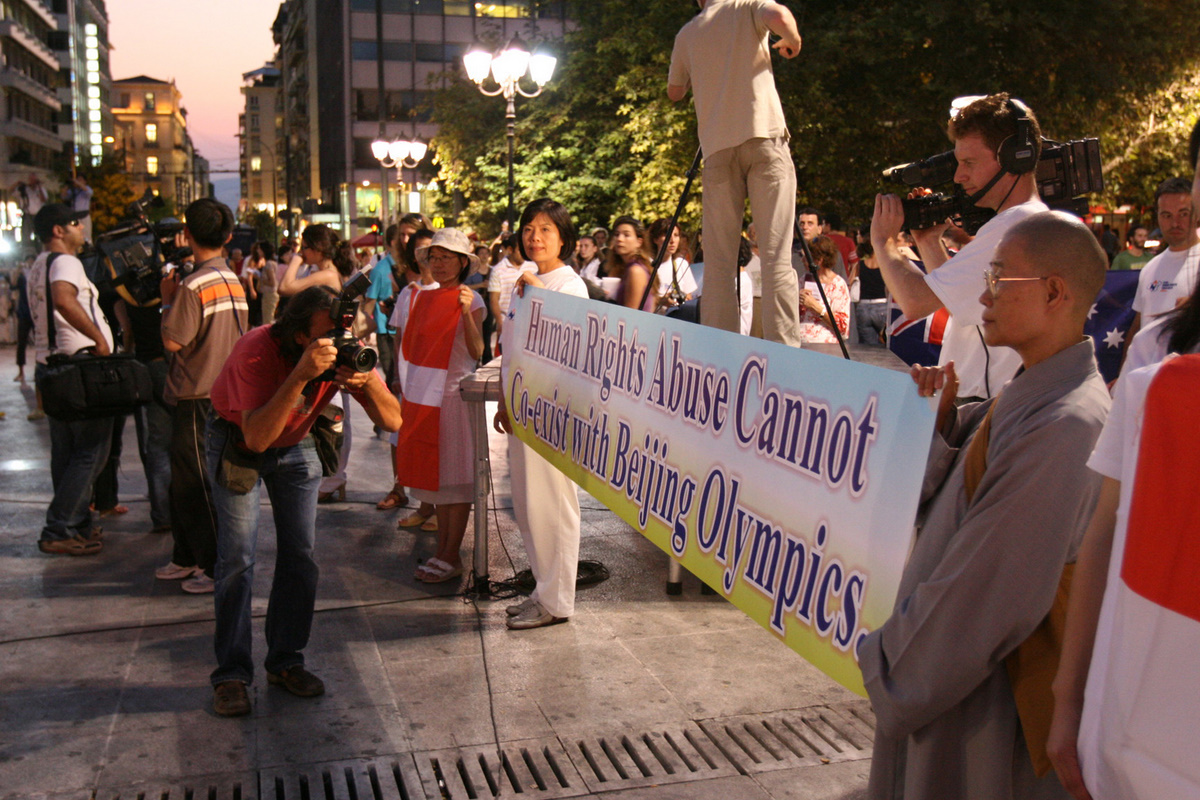
人權聖火傳遞（Human Rights Torch Relay）活動團體，手持「違反人權行為不可與北京奧運並存」抗議標語

自2001年北京成功申奧後，世界各國以及不少的國際組織亦就如人權、藏獨、兩岸問題和環境等提出質疑，引發起不少的爭議。在政治問題上，部分和平主義者指出中國政府支持蘇丹總統奥马尔·巴希尔，稱之為「種族屠殺奧運會」，因而要求各國抵制北京奧运。與此同時，無國界記者也因反對中國限制出版自由而抵制京奧。
另外，亦有西藏独立人士及支持者，如自由西藏學生運動等認為京奧以藏羚羊為吉祥物之一而反對京奧，他們認為這是中國政府聲稱西藏為中國一部份的舉動。在聖火傳遞時，藏獨支持者就多次干扰傳遞活動，至奥运会舉行初期，又有數名藏獨人士於北京集會抗议。
同時，中國政府對國內的維權和異見人士不斷打壓，有漫畫諷刺北京奧運標誌的靈感是來自殺害維權人士。
雖然如此，各國政府和政客仍普遍支持北京奧運，國際奧林匹克委員會主席罗格就公開指出抵制北京奧運是「完全錯誤」，美國國務院則表示不會因蘇丹問題等而抵制北京奧运。至本屆奧運的開幕式中，共有80多國的領袖出席開幕式，是歷屆奧運之冠。

## 比賽結束以後

### 賽後8年的里約奧運前的藥物複檢
2016年由於禁藥風波頻發，IOC因此在8年追溯期的最後期限內進行藥物複檢（现已改成10年），結果有31人明顯有禁藥嫌疑，1人參數異常。到2016年里約奧運開幕前已取消一面獎牌，而有23名獎牌得主無緣參加該屆奧運。而2016年7月22日至2017年4月5日之间又有42面獎牌被取消。該屆奧運會一共有49面獎牌被取消並重新分配。